# Кючук-Хамурпет
Кючук-Хамурпет, Кючук-Акдоган (тур. Küçük Akdoğan Gölü, Küçük Hamurpet Gölü) — кратерное озеро в горах Акдоган в Турция. Расположено в районе Варто ила Муш
Кючук-Хамурпет расположен в 300 м к югу от озера Буюк-Хамурпет на высоте 2216 м над уровнем моряу подножия горы Хызырбаба. Площадь поверхности — 1,545 км². Глубина озера — 47 метров.
Зимой озеро замерзают, толщина слоя льда достигает 40 см.
Озёра Хамурпет образовались в результате извержения вулкана в горах Акдоган. Полное таяние снега вокруг озер происходит в конце мая.